# GOODIES
『GOODIES』（グッディーズ）は、EPO2枚目のオリジナル・アルバム。1980年11月21日に発売された。発売元は RCA ⁄ RVC。

## 概要
ニューヨーク、ロサンゼルス、東京でレコーディングが行われたセカンド・アルバム。前作『DOWN TOWN』より8カ月ぶりにリリースされた。キリンレモンのCMソングとして使用された本作と同時発売のシングル「Park Ave.1981」も収録されている。プロデュースは『DOWN TOWN』に続き宮田茂樹が担当しており、編曲は清水信之、山下達郎がそれぞれ3曲ずつ手掛け、他にレコーディング・スタジオのあるニューヨークやロサンゼルスの現地ミュージシャンを起用している。コーラスには前作に続き山下達郎、大貫妙子、宮田茂樹、ほか複数の現地ボーカリストが参加している。M-4「パレード」は山下達郎の曲で、EPO本人の希望によりカバーが行われた。
タイトルの『GOODIES』は ”goody” の複数形で、”素敵なもの” ”おいしいもの” ”お楽しみ” などの意味があり、自分の好きなもの、自分の好きな瞬間に出会ったときのときめき、といった意味合いが込められている。
EPOは本作の制作過程のエピソードを「デビュー2作目にしてNYとLOSでの、初めての海外録音。弦のオーケストラのサウンドが素晴らしい。LOSでロジャー・ニコルスの家に行ったのを今でも覚えている」と残している。

## 収録曲

### LP・CT
| 全作詞・作曲: EPO (特記以外)。 |                                                |                |                |                |      |
| #                              | タイトル                                       | 作詞           | 作曲・編曲     | 編曲           | 時間 |
| 1.                             | 「GOODIES」                                    | EPO (特記以外) | EPO (特記以外) | 山下達郎       | 1:14 |
| 2.                             | 「雨のケンネル通り」                           | EPO (特記以外) | -              | Harold Wheeler | 4:35 |
| 3.                             | 「週末は "WEEK・END" で」(作曲:Peter Schwaltz) | EPO (特記以外) | EPO (特記以外) | Harold Wheeler | 3:11 |
| 4.                             | 「パレード」(作詞・作曲:山下達郎)              | EPO (特記以外) | EPO (特記以外) | Harold Wheeler | 3:35 |
| 5.                             | 「チアーガール」                               | EPO (特記以外) | EPO (特記以外) | Harold Wheeler | 3:46 |
| 6.                             | 「異国行き」                                   | EPO (特記以外) | EPO (特記以外) | Janice Jarrett | 2:29 |
| 合計時間:                      | 合計時間:                                      | 合計時間:      | 18:50          |                |      |

| 全作詞・作曲: EPO (特記以外)。 |                                           |                |                |          |      |
| #                              | タイトル                                  | 作詞           | 作曲・編曲     | 編曲     | 時間 |
| 1.                             | 「Park Ave.1981」(作詞:荒木とよひさ・EPO) | EPO (特記以外) | EPO (特記以外) | 清水信之 | 2:30 |
| 2.                             | 「ドライブ・ソング」                      | EPO (特記以外) | EPO (特記以外) | 清水信之 | 3:23 |
| 3.                             | 「足のないベッド」                        | EPO (特記以外) | EPO (特記以外) | 清水信之 | 4:07 |
| 4.                             | 「分別ざかり」(作詞:有川正沙子)           | EPO (特記以外) | EPO (特記以外) | 山下達郎 | 3:01 |
| 5.                             | 「GOODIES」                               | EPO (特記以外) | EPO (特記以外) | 山下達郎 | 4:11 |
| 合計時間:                      | 合計時間:                                 | 合計時間:      | 17:12          |          |      |

### CD・Blu-spec CD2
(収録時間はタワーレコードのサイトより引用)
| 全作詞・作曲: EPO (特記以外)。 |                                                |                |                |                |      |
| #                              | タイトル                                       | 作詞           | 作曲・編曲     | 編曲           | 時間 |
| 1.                             | 「GOODIES」                                    | EPO (特記以外) | EPO (特記以外) | 山下達郎       | 1:14 |
| 2.                             | 「雨のケンネル通り」                           | EPO (特記以外) | -              | Harold Wheeler | 4:34 |
| 3.                             | 「週末は "WEEK・END" で」(作曲:Peter Schwaltz) | EPO (特記以外) | EPO (特記以外) | Harold Wheeler | 3:10 |
| 4.                             | 「パレード」(作詞・作曲:山下達郎)              | EPO (特記以外) | EPO (特記以外) | Harold Wheeler | 3:35 |
| 5.                             | 「チアーガール」                               | EPO (特記以外) | EPO (特記以外) | Harold Wheeler | 3:44 |
| 6.                             | 「異国行き」                                   | EPO (特記以外) | EPO (特記以外) | Janice Jarrett | 2:28 |
| 7.                             | 「Park Ave.1981」(作詞:荒木とよひさ・EPO)      | EPO (特記以外) | EPO (特記以外) | 清水信之       | 2:30 |
| 8.                             | 「ドライブ・ソング」                           | EPO (特記以外) | EPO (特記以外) | 清水信之       | 3:22 |
| 9.                             | 「足のないベッド」                             | EPO (特記以外) | EPO (特記以外) | 清水信之       | 4:08 |
| 10.                            | 「分別ざかり」(作詞:有川正沙子)                | EPO (特記以外) | EPO (特記以外) | 山下達郎       | 3:00 |
| 11.                            | 「GOODIES」                                    | EPO (特記以外) | EPO (特記以外) | 山下達郎       | 4:11 |
| 合計時間:                      | 合計時間:                                      | 合計時間:      | 36:01          |                |      |

## 発売履歴
| 地域 | リリース日     | レーベル    | 規格         | 規格品番   | 備考                      |
| ---- | -------------- | ----------- | ------------ | ---------- | ------------------------- |
| 日本 | 1980年11月21日 | RCA / RVC   | 30cmLP       | RHL-8502   |                           |
| 日本 | 1980年11月21日 | RCA / RVC   | カセット     | RHT-8502   |                           |
| 日本 | 1985年2月21日  | RCA / RVC   | 12cmCD       | RHCD-517   | 初CD化                    |
| 日本 | 1989年11月21日 | RCA / RVC   | 12cmCD       | B25D-13011 | 廉価再発盤                |
| 日本 | 1994年10月21日 | BMGビクター | 12cmCD       | BVCR-8002  | Q盤 音パレード            |
| 日本 | 1999年7月7日   | BMGジャパン | 12cmCD       | BVCK-38066 | RCA CD名盤選書            |
| 日本 | 2007年4月25日  | Sony Music  | 12cmCD       | BVCK-17002 | 紙ジャケット/リマスター盤 |
| 日本 | 2015年4月8日   | Sony Music  | Blu-spec CD2 | MHC7-30023 | タワーレコード限定販売    |
| 日本 | 2020年9月9日   | Sony Music  | 音楽配信     |            | ハイレゾ有                |
| 日本 | 2024年9月25日  | Sony Music  | Blu-spec CD2 | MHCL-31018 |                           |

## 参考資料
- 『THE BEST STATION JOEPO 1980-1984』（ライナーノーツ）EPO、dear heart / RCA、2007年4月25日。BVCK-17007。